# Marie Van Brittan Brown
Marie Van Brittan Brown   (Queens, 30 d'octubre de 1922 - Jamaica, 2 de febrer de 1999) va ser infermera i inventora. El 1966 va inventar un sistema de seguretat domèstica que es va patentar l'any 1969 i va esdevenir la base dels sistemes de seguretat domèstics actuals. També es considera la inventora del primer circuit tancat de televisió.

## Biografia
Brown va néixer a Jamaica, Queens, Nova York. El seu pare era de Massachusetts i la seva mare de Pennsilvània i no va tenir cap germà. Infermera de professió, es va casar amb Albert Brown, tècnic en electrònica i es van instal·lar a l’avinguda 151-158 amb 135th de Jamaica. Les seves professions tenien horaris complicats i no sempre treballaven simultàniament, fet que els feia patir per la seguretat, ja que arribaven a casa de matinada.
Preocupada pels alts índexs de criminalitat del seu veïnat i pel temps que trigaria la policia a arribar al seu barri, en cas d'una emergència, va creure en la necessitat de crear un sistema que li permetés saber qui hi havia a casa seva i contactar amb les autoritats competents al més ràpidament possible. Va començar el seu invent amb tres espiells a la porta per proporcionar accés a persones de diferents alçades, des d'adults fins a nens. El següent pas va ser configurar una càmera que es pogués ajustar d'espiell a espiell per permetre als habitants de la casa mirar fora per veure qui hi havia. Marie Brown volia trobar una manera de veure qui hi havia fora de casa des de qualsevol habitació i va decidir que un sistema de televisió sense fils seria una bona opció. Per fer-ho, va utilitzar un sistema sense fils controlat per ràdio que podia transmetre el vídeo a qualsevol televisor de la casa. El circuit tancat de televisió s'havia inventat durant la Segona Guerra Mundial per a ús militar però als anys seixanta el seu ús encara no estava estès. Els Brown van proposar utilitzar la tecnologia per crear el primer sistema modern de seguretat domèstica. Juntament amb el sistema de vídeo, ella i el seu marit van crear un sistema de micròfon bidireccional que permetia la comunicació entre la família i la persona de la porta. Inicialment l’invent era difícil de vendre als constructors d’habitatges, ja que el cost de la implementació era molt alt, de manera que els Brown van decidir instal·lar-lo primer a casa seva amb l'esperança que despertés l’interès dels constructors d’habitatges.
Igualment, Brown va crear un sistema per obrir la porta remotament. Sabia que això només els ajudaria a saber qui hi havia a la porta o qui intentava entrar a casa però no milloraria el temps de resposta d'emergència. Sabent que la resposta policial o de seguretat era lenta, va decidir que hi havia d'haver una manera més ràpida d'alertar les autoritats. Per fer-ho, va inventar un sistema que es posava en contacte amb la policia i els agents d’emergència només prement un botó.
D'aquesta manera, l'1 d'agost de 1966 Marie i Albert Brown van presentar una sol·licitud de patent per a un sistema de seguretat anomenat "Home Security System Utilizing Television Surveillance" (Sistema de seguretat domèstica que utilitza la vigilància televisiva), que incloïa una càmera a la porta principal, un micròfon de dues vies i un altaveu que permetia al propietari veure i comunicar-se amb els visitants, així com també un pany controlat per ràdio i una alarma per alertar un vigilant de seguretat. El govern va concedir-los la patent el 2 de desembre de 1969. En la sol·licitud citaven altres inventors com Edward D. Phiney o Thomas J. Reardon.
Tot i que originalment el sistema estava destinat a usos domèstics, moltes empreses van començar a adoptar el sistema de Brown donada la seva eficàcia. Com a resultat de la innovació d'un sistema de seguretat, Brown va rebre un premi del National Science Committee que la va convertir oficialment en "una part d'un grup d'elit d'inventors i científics afroamericans". Malgrat això, no va obtenir benefici de la seva invenció; en tant que dona negra, hauria estat molt difícil vendre una idea al món empresarial masculí de finals dels anys seixanta. Després de la seva sol·licitud de patent reeixida el 1969, la cobertura mediàtica del seu producte va cessar.
Va morir a Nova York el 1999, amb 76 anys. La seva filla, Norma Brown, també va ser infermera i inventora.

## Premis i reconeixements
La invenció de Brown va obtenir de seguida reconeixements diversos, inclòs el premi del National Scientists Committee. El 6 de desembre de 1969, en l'entrevista que li va fer The New York Times, va declarar que "una dona sola podria activar una alarma immediatament prement un botó o, si el sistema s’instal·lés en un consultori mèdic, podria evitar que hi accedissin els drogodependents."
L’invent va ser essencialment el primer sistema de seguretat de televisió de circuit tancat i es considera el predecessor de la majoria de sistemes domèstics actuals. Va ser la base de la videovigilància, dels panys de porta controlats a distància, dels disparadors d'alarma amb botó i de la missatgeria instantània per a proveïdors de seguretat i policia, així com per a comunicacions de veu bidireccionals. Aquests sistemes s’han convertit en el principal sistema de seguretat per a llars i petites empreses de tot el món. La fama del dispositiu de Brown també va conduir a la vigilància CCTV més freqüent a les zones públiques.
A mesura que van sortir al mercat més sistemes de seguretat domèstica, la invenció de Brown va esdevenir encara més influent i, al llarg dels anys, es va citar en altres 32 sol·licituds de patent.